# رومئو و ژولیت (فیلم ۱۹۳۶)
رومئو و ژولیت (انگلیسی: Romeo and Juliet) فیلمی به کارگردانی جرج کیوکر است که در سال ۱۹۳۶ منتشر شد.

## بازیگران
- لسلی هاوارد
- نورما شیرر
- جان باریمور
- بازیل رتبون
- ادنا می اولیور
- اندی دیواین
- هری کولکر
- کاترین دومیل
- رابرت وارویک
- لان مک‌کالیستر
- والیس کلارک
- فرد گراهام